# Kirrara
Kirrara is een geslacht van haften (Ephemeroptera) uit de familie Leptophlebiidae.

## Soorten
Het geslacht Kirrara omvat de volgende soorten:
- Kirrara algona
- Kirrara amenia
- Kirrara procera